# Curse of the Puppet Master
Curse of the Puppet Master es una película de terror lanzada directo a video de 1998, escrita por Benjamin Carr y David Schmoeller, y dirigida por David DeCoteau. Es la sexta película de la franquicia de Puppet Master, secuela de la original Puppet Master de 1989, y protagonizada por George Peck como un científico que experimenta con la transformación de seres humanos en marionetas, su hija, interpretada por Emily Harrison y Josh Green como un huérfano encargado por el científico para la elaboración de un títere para su experimento. Mientras que Puppet Master 5 estaba destinada a ser la última entrega de la serie, Curse of the Puppet Master revivió rápidamente la serie, que ha estado en curso desde entonces.

## Argumento
La película comienza en La Casa de las Maravillas , un museo de muñecos, con las marionetas de Andre Toulon en una jaula, mirando a su amo actual, un hombre llamado Dr. Magrew (George Peck), metiendo algo en una caja. Antes de irse, él promete a los títeres que las cosas serán diferentes la próxima vez. Él conduce hacia el bosque, donde deja la caja y le rocía gasolina, a continuación, le prende fuego. Desde el interior de la caja, se escuchan gritos débiles. A la mañana siguiente, la hija del Dr. Magrew, Jane ( Emily Harrison ), acaba de regresar a casa de la universidad. Ella le pregunta a su padre acerca Matt, su asistente. Su padre le dice que Matt se fue, ya que su padre estaba enfermo. Él y Jane deciden ir en coche a la ciudad para despejar sus mentes. Robert "Tank" Winsley (Josh Green), un joven muy alto, trabaja en una gasolinera en la ciudad. Él pasa su tiempo tallando pequeñas estatuas de madera. Es frecuentemente acosado por Joey Carp ( Michael D. Guerin ). Jane y el Dr. Magrew llegan y le dicen a Joey que están perdidos. Jane encuentra una de las estatuas que Robert estaba tallando y a continuación, se lo muestra a su padre.

## Reparto
- George Peck – Dr. Magrew
- Emily Harrison – Jane Magrew
- Josh Green – Robert "Tank" Winsley
- Michael D. Guerin – Joey Carp
- Michael Sollenberger – dueño de la estación
- Marc Newburger – Art Cooney
- Scott Boyer – Larry
- Jason Dean Booher – Pogo
- Robert Donavan – Sheriff Garvey
- Jason-Shane Scott – Deputy Wayburn
- William Knight – Medical Examiner
- Patrick Thomas – Shipping Agent
- Ariauna Albright – Operador(voz)
- J.R. Bookwalter – Tommy Berke(voz)

## Marionetas
- Blade
- Pinhead
- Leech Woman
- Jester
- Tunneler
- Six-Shooter
- Matt
- Tank
- Dummy